# Bacescuma tanzaniense
Bacescuma tanzaniense är en kräftdjursart som beskrevs av Petrescu 1998. Bacescuma tanzaniense ingår i släktet Bacescuma och familjen Bodotriidae. Inga underarter finns listade i Catalogue of Life.